# 이츠카이치헌법
이츠카이치헌법 (五日市憲法, いつかいちけんぽう)은 메이지 시대 초기에 만들어진 민간헌법 중 하나이다. 이쓰카이치정 (도쿄도)에서 발견되어 이런 통칭으로 불린다.
원 명칭은 일본제국헌법日本帝国憲法이고 전 204조 중에서 150조를 인권에 할애하여 국민의 권리 보장에 중점을 두었다. 이츠카이치 학예강담회원인 치바 타쿠사부로가 1881년에 기초했다. 이것은 농민들과의 학습자료를 정리한 것이다. 당시로서는 획기적인 내용이 많으며 현 일본국 헌법에 가까운 내용도 보인다.
일본 제국 헌법과 유사하게 강력한 천황 대권을 규정했으며 의회보다 강한 통수권을 담았다. 사법권의 독립도 불충분하여 국민의 권리와는 모순되기도 한다. 천황은 조약 체결이 가능하지만 국회의 비준을 얻어야 한다 등 다양한 고려가 포함되었다.
이츠카이치헌법은 도쿄도 유형문화재로 지정되었고 발견지深沢家屋敷跡도 사적이다. 원본은 아키루노시 중앙도서관에 보관되어있다.

## 같이 보기
- 일본 제국 헌법
- 私擬憲法
- 植木枝盛 - 東洋大日本国国憲按
- 国会期成同盟
- 学芸講談会
- 深沢権八
- 映画「五日市物語」（2011年）